# Sigmund Freud Museum
Das Sigmund Freud Museum in Wien zeigt in Freuds ehemaliger Praxis und Wohnung eine Ausstellung zur Geschichte der Psychoanalyse und zum Leben von Sigmund Freud (1856–1939).

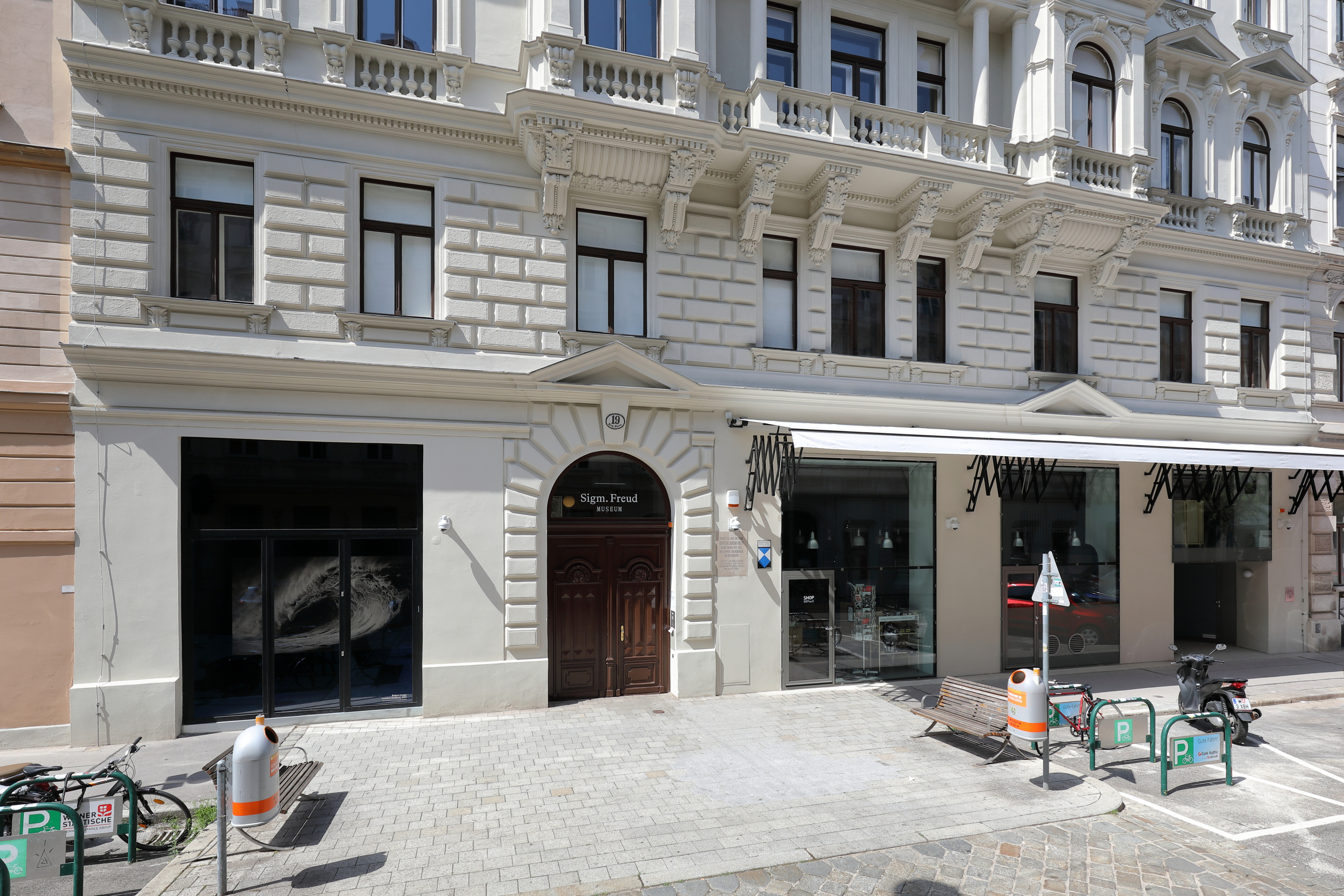
Sigmund Freud Museum: Berggasse 19 in Wien

## Geschichte und Gegenwart

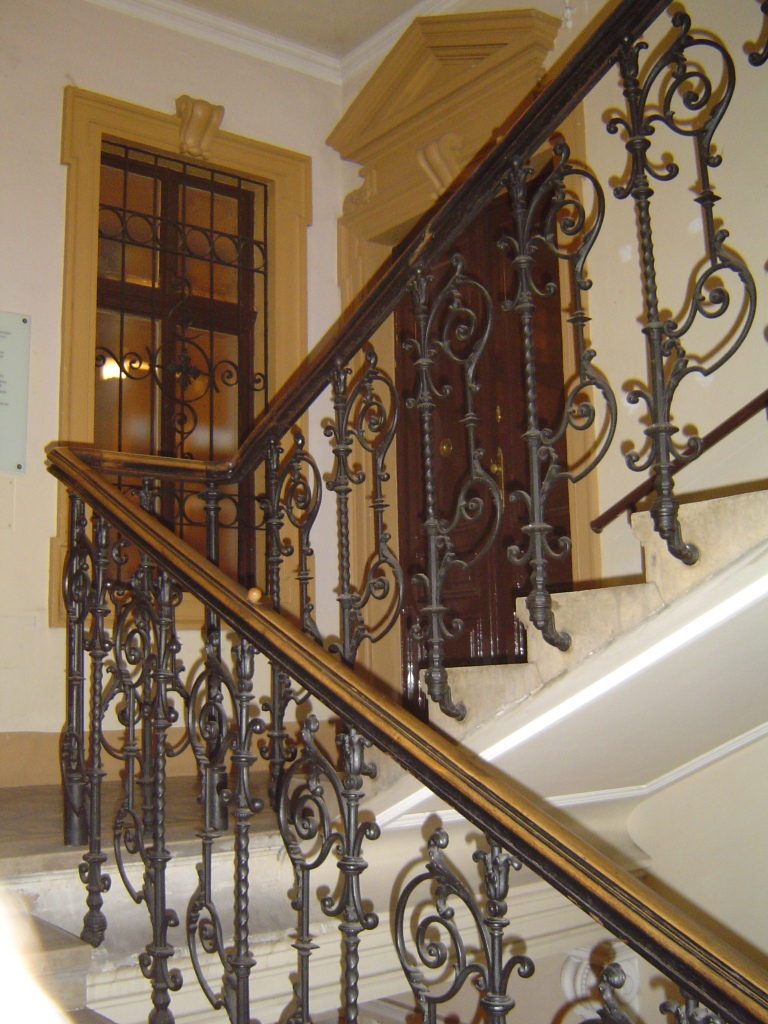
Stiegenhaus

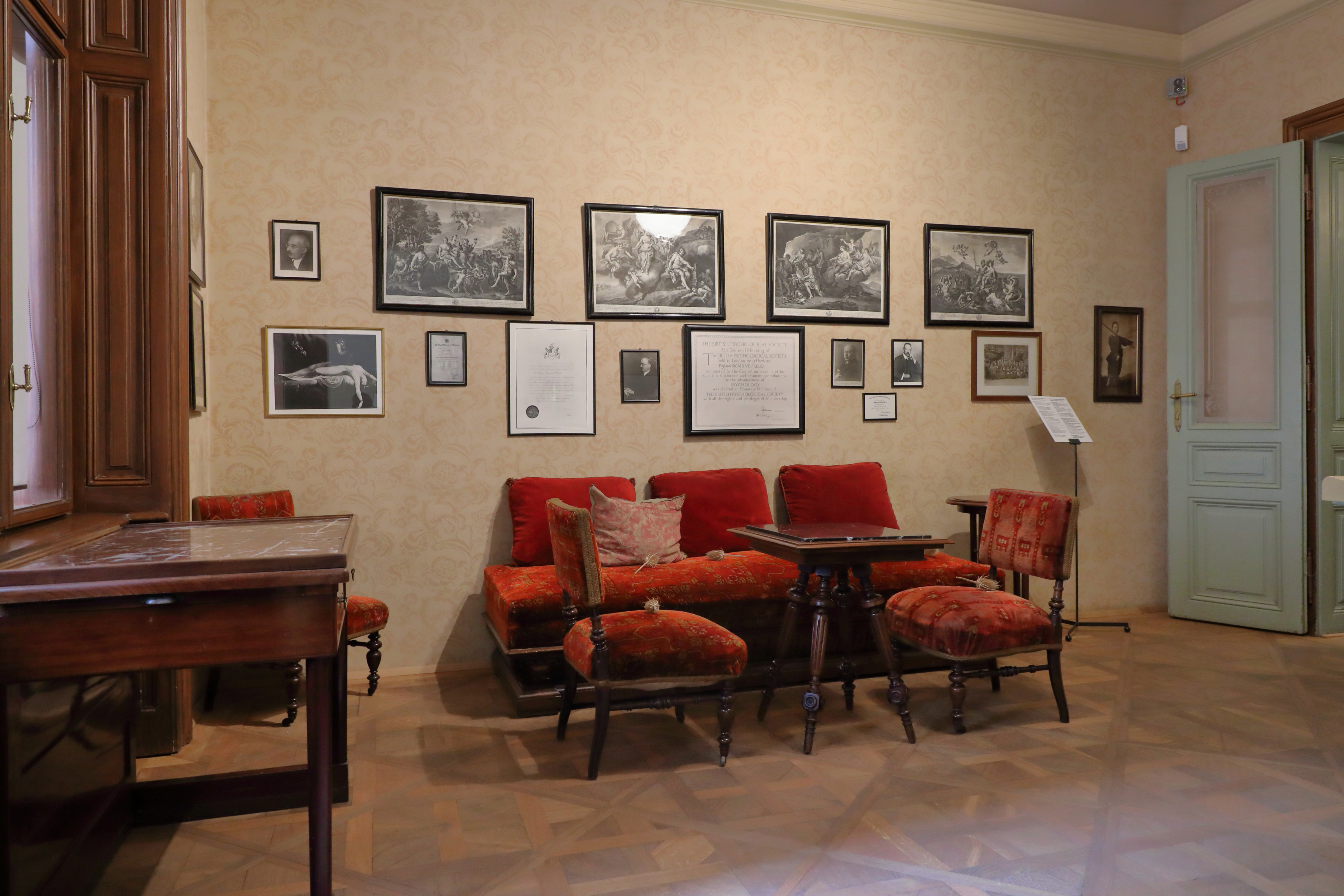
Wartezimmer

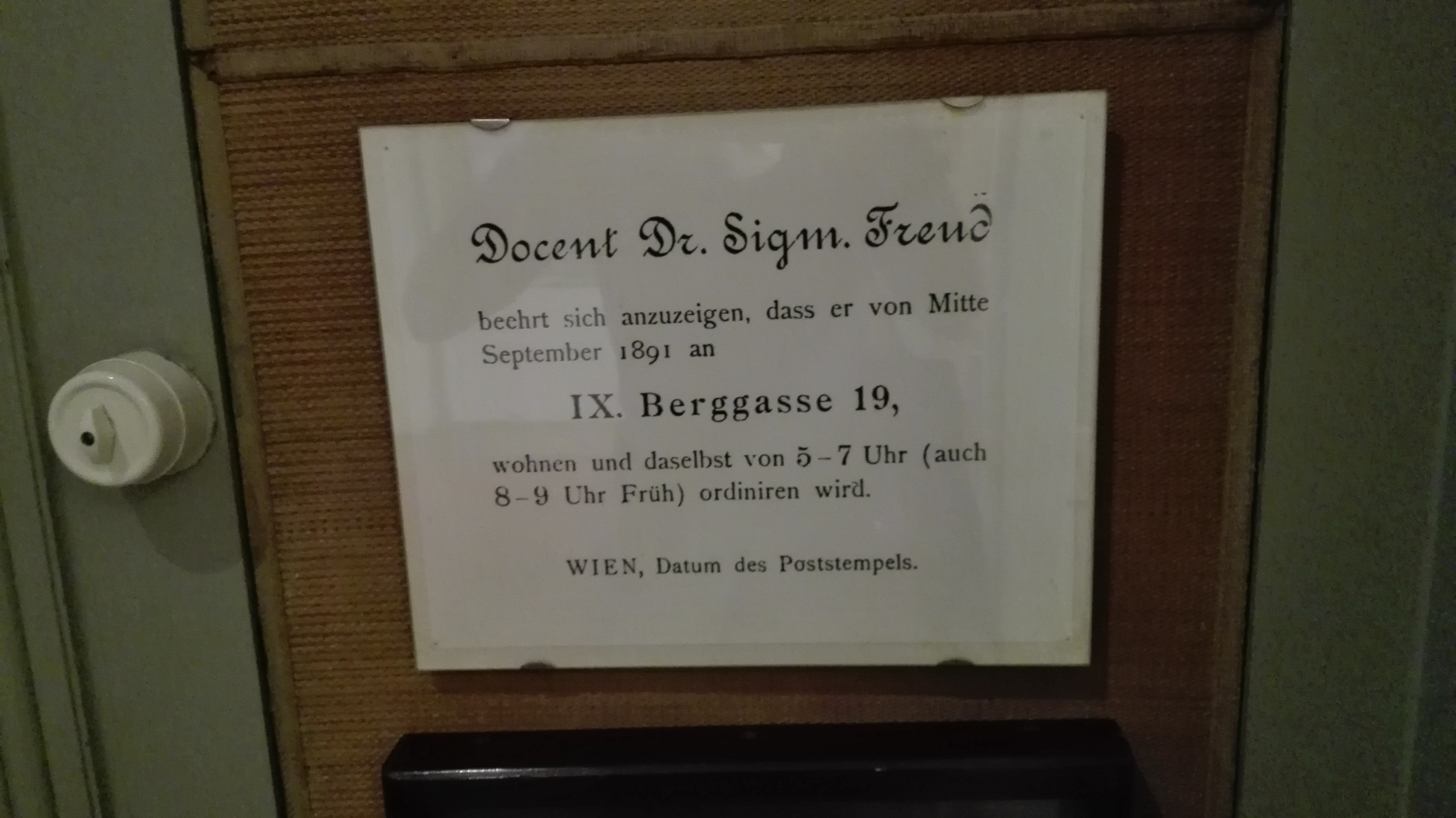
Anzeige zur Praxiseröffnung

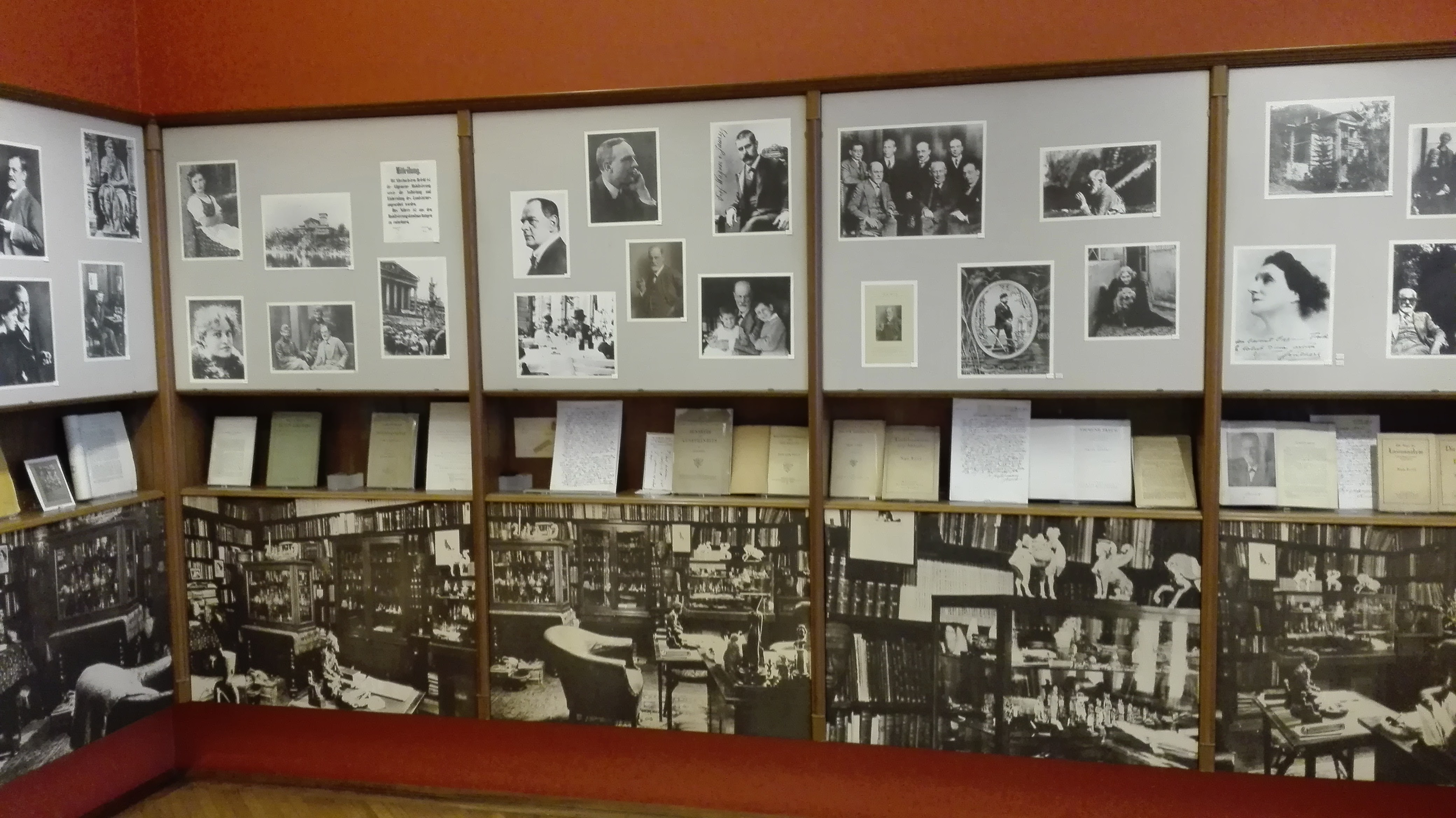
Ausstellung

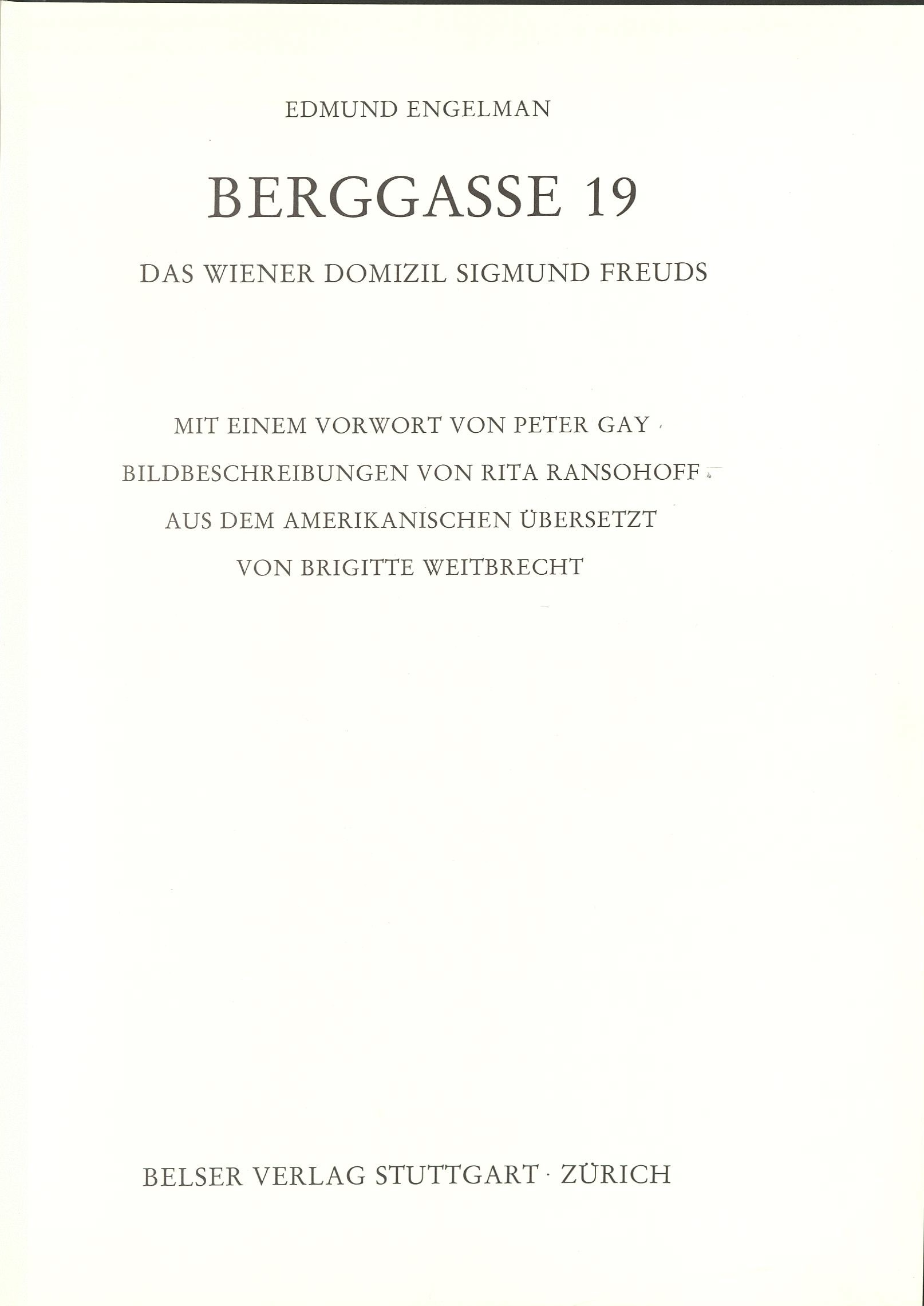
Edmund Engelmanns Fotos 1938

Das Museum befindet sich in der Berggasse 19 im 9. Wiener Gemeindebezirk (Alsergrund). Hier hat Freud von 1891 bis 1938 gelebt und gearbeitet. Mit seiner Familie zog er 1891 in einen Neubau ein. Das alte Gebäude an dieser Stelle, in dem unter anderem der Politiker Victor Adler gelebt hatte, war abgerissen worden. Nach dem „Anschluss“ Österreichs an das Deutsche Reich musste Freud 1938 wegen seiner jüdischen Herkunft mit seiner Tochter Anna Freud nach London emigrieren, wo er ein Jahr später verstarb. Bei der Emigration half ihm Marie Bonaparte; Freud konnte sein ganzes Mobiliar mitnehmen. Im Haus richtete das nationalsozialistische Regime eine Judensammelwohnung ein.
In den Räumen, in denen er 47 Jahre gelebt und den Großteil seiner Schriften verfasst hat, ist seit 1971 eine Dokumentation zu seinem Leben und Werk zu sehen. Wechselnde Sonderausstellungen und eine Sammlung moderner Kunst zeigen den Einfluss der Psychoanalyse auf Kunst und Gesellschaft. Das Museum besteht aus Freuds ehemaliger Praxis und seiner damaligen Privatwohnung. Beim Ausbau 2019/2020 wurde die Museumsfläche von 280 auf 550 Quadratmeter vergrößert.
Angeschlossen sind eine Bibliothek, die mit 40.000 Bänden Europas größte Studienbibliothek zur Psychoanalyse ist, und das Forschungsinstitut der 2003 gegründeten Sigmund Freud Privatstiftung. In einem Raum im Erdgeschoß des Gebäudes, wo sich bis 1938 die Zentrale der koscheren Fleischerei Siegmund Kornmehl befand, betreibt das Museum seit 2002 einen Schauraum für zeitgenössische Kunst (seit 2014 unter dem Titel Schauraum Berggasse 19). In diesem nur durch die verglaste Fensterfront zu betrachtenden Ausstellungsraum wechseln seither in unregelmäßigen Abständen Installationen zeitgenössischer Künstler und Künstlerinnen zu Freud und die Psychoanalyse betreffenden Themen. Zu sehen waren bisher unter anderen Arbeiten von Joseph Kosuth, Louise Bourgeois, Monika Sosnowska, Ernesto Neto, Joan Jonas, Clegg & Guttmann, Franz West, Peter Kogler, Susan Hefuna und Markus Schinwald.
Originalstücke aus Freuds Besitz sind im Museum ebenso zu sehen wie das Wartezimmer der Praxis und einige Stücke aus Freuds umfangreicher Sammlung antiker Kunstwerke, hauptsächlich kleine Statuen. Der Großteil der früheren Einrichtung mit der berühmten Couch befindet sich allerdings im Freud-Museum in London, wo Anna Freud bis zu ihrem Tod 1982 wohnte.
Neben Wien und London gibt es seit 2006 ein drittes Freud-Museum in Příbor (Freiberg in Mähren) in Tschechien. Hier wurde das Geburtshaus Sigmund Freuds der Öffentlichkeit zugänglich gemacht.
Das Museum in der Berggasse wurde 1971 von der Sigmund-Freud-Gesellschaft im Beisein von Freuds jüngster Tochter Anna Freud eröffnet. Wesentlich an der Gründung beteiligt war u. a. der Wiener Psychoanalytiker Harald Leupold-Löwenthal. 1996 erfolgte ein Ausbau, der Sonderausstellungs- und Veranstaltungsräume ermöglichte. 2003 wurde das Museum in die Sigmund Freud Privatstiftung eingebracht, deren Vorstandsvorsitzender Peter Nömaier ist. 2006 brachte die Stadt Wien das ganze Haus Berggasse 19 in die Stiftung ein, um die Grundlage für den Ausbau und die Öffnung aller von Freud bewohnten Flächen für das Museum zu schaffen.
Direktorin des Museums war 1996 bis 2013 Inge Scholz-Strasser; seither ist es Monika Pessler. Von 1992 bis zu ihrem Tod im Jahr 2008 wirkte die Historikerin Lydia Marinelli am Sigmund-Freud-Museum.
Das Museum veranstaltet die Sigmund-Freud-Vorlesung, die seit 1970 jedes Jahr am 6. Mai, dem Geburtstag Freuds, stattfindet. Prominente Psychoanalytiker sprechen hier zu Themen mit aktuellem Bezug. Diese Vorlesung wurde von der Sigmund-Freud-Gesellschaft begründet und wird nunmehr von der Sigmund Freud Privatstiftung fortgeführt. Sie findet inzwischen an wechselnden Veranstaltungsorten Wiens statt.
2017 verzeichnete das Museum 106.315 Besuche. 2016 wurden 103.722 Besuche gemeldet. 2015 waren es 91.322, 2014 84.293 Besuche.
Umbau 2019/20
2019/2020 wurde durch eine Umgestaltung des Museums der gesamte erste Stock des Hauses für Besucher zugänglich gemacht, auch der Teil der ehemaligen Wohnung Freuds, der bisher nicht zugänglich war. Vom 2017 mit 3,9 Millionen Euro budgetierten Umbau wurden 2,5 Millionen von der Stadt Wien finanziert. Am 1. März 2019 sperrte das Freud-Museum im Haus Berggasse 19 für den Umbau. Am 29. August 2020 hat die Wiedereröffnung des vergrößerten Museums stattgefunden. Mit Kosten von vier Millionen Euro wurden alle Privat- und Ordinationsräume zugänglich gemacht.

## Sonderausstellungen
- 2023: Gewalt erzählen. Eine Comic-Ausstellung.  20. Oktober 2023 bis 8. April 2024
- 2023: Eyes / Ochi - In Memoriam Anna Freud. Oktober 2022 bis April 2024